# الکساندروفکا (شهرستان بلاگووشچنسکی، باشقیرستان)
الکساندروفکا (انگلیسی: Alexandrovka, Bedeyevo-Polyansky Selsoviet, Blagoveshchensky District, Bashkortostan) یک شهرک در شهرستان بلاگووشچنسکی باشقیرستان کشور روسیه است.